# Športni park Kidričevo
Športni park Kidričevo – stadion piłkarski w miejscowości Kidričevo, w Słowenii. 

## Charakterystyka
Został otwarty w 1950 roku. Może pomieścić 600 widzów. Na stadionie swoje spotkania rozgrywają piłkarze klubu NK Aluminij.
Latem 2017 roku na obiekcie zainstalowano sztuczne oświetlenie, które wykupiono ze stadionu w Zavrču.